# Tân Phúc, Nông Cống
Tân Phúc là một xã thuộc huyện Nông Cống, tỉnh Thanh Hóa, Việt Nam.
Xã có diện tích 7,05 km², dân số năm 1999 là 4885 người, mật độ dân số đạt 693 người/km².
Xã này nằm bên tuyến kênh Nhà Lê, là tuyến đường thủy đầu tiên trong lịch sử Việt Nam từ kinh đô Hoa Lư đến Đèo Ngang và được xem là tuyến đường Hồ Chí Minh trên sông vì những đóng góp cho các cuộc chiến tranh của người Việt.

## Hành Chính
Thái Sơn (Thôn 1,2,3)
Định Kim (Thôn 4,5,6)
Tinh Khiết (Thôn 7,8)